# Иджви
Иджви (фр. Idjwi) — крупнейший остров на озере Киву и один из крупнейших островов мира, расположенных в пресноводных водоёмах.

## География
Остров 285 км² принадлежит Демократической Республике Конго и имеет длину около 40 км. К востоку и югу от острова расположена водная граница с Руандой.

## Население
Остров густо населён, по данным 1996 года на нём проживало около 112 тыс. граждан ДРК и 50 тыс. беженцев из Руанды, покинувших родину из-за межэтнических беспорядков середины 1990-х. В то же время, ещё в 1983 году население острова составляло около 50 тыс. человек. Население имеет проблемы со здоровьем — при обследовании 9 тыс. жителей острова у 54 % обнаружен зоб, у 1,1 % — кретинизм.
Кроме того, население подвергается высокой вероятности лимнологической катастрофы на озере Киву, едва не произошедшей при землетрясении в январе 2002 года.